# Сланцевий Рудник (Ульяновський район)
Сланцевий Рудник (рос. Сланцевый Рудник) — селище в Ульяновському районі Ульяновської області Російської Федерації.
Населення становить 22 особи. Входить до складу муніципального утворення Ішеєвське міське поселення.

## Історія
Від 2004 року входить до складу муніципального утворення Ішеєвське міське поселення.

## Населення
| 2010 |
| ---- |
| 22   |